# Viana de Jadraque
Viana de Jadraque község Spanyolországban, Guadalajara tartományban. Viana de Jadraque Baides, Cendejas de la Torre, Cendejas de Enmedio, Negredo, Angón, Rebollosa de Jadraque, Santiuste, Huérmeces del Cerro és Sigüenza községekkel határos. Lakosainak száma 41 fő (2024).

## Népesség
A település népessége az utóbbi években az alábbiak szerint változott:
| Lakosok száma | 54   | 45   | 42   | 36   | 50   | 56   | 53   | 46   | 45   | 41   |
|               | 2001 | 2004 | 2006 | 2009 | 2011 | 2014 | 2016 | 2019 | 2021 | 2024 |